# Lenny Davidson
Leonard Arthur (‘Lenny’) Davidson (Enfield, 30 mei 1944) is een Engelse gitarist. Hij maakte deel uit van The Dave Clark Five, een populaire groep in de jaren zestig van de 20e eeuw.

## Levensloop
Lenny Davidson werd geboren in Enfield als een van drie kinderen. Als tiener begon hij gitaar te spelen. Na zijn schooltijd ging hij spelen in amateurbandjes naast zijn werk bij een bedrijf dat stalen pijpen maakte. In 1961 trad hij toe tot ‘The Dave Clark Five with Stan Saxon’, de voorloper van The Dave Clark Five. Dat was ook een amateurband, die speelde in clubs en op feesten. In 1962 kreeg de groep met het vertrek van de saxofonisten Stan Saxon en Jim Spencer en de komst van de saxofonist Denis Payton een samenstelling die tot 1970 ongewijzigd bleef.
Die samenstelling was: Dave Clark op drums, Mike Smith als zanger en op keyboard, Denis Payton op saxofoon, Rick Huxley op basgitaar en Lenny Davidson als sologitarist. Na het vertrek van Saxon en Spencer veranderde de groep ook zijn repertoire: van jazz en dansmuziek naar popmuziek.
Dave Clark was de onbetwiste leider van de groep. Hij maakte de afspraken voor optredens en regelde de platenopnamen. Hij zorgde ook dat hij de rechten van die opnamen had. Hij schreef de meeste liedjes die de groep opnam. Vaak deed hij dat samen met een ander lid van de band. Hij schreef ook diverse liedjes samen met Lenny Davidson, waaronder bekende nummers als Everybody knows (I still love you) (1964), Catch Us If You Can (het titelnummer van de film van The Dave Clark Five, 1965) en At the Scene. Davidson zong in veel liedjes ook op de achtergrond mee; een enkele maal trad hij op als solozanger. Hij verzorgde bijvoorbeeld de solozang in Everybody Knows uit 1967 (dat trouwens een ander nummer is dan Everybody Knows (I Still Love You) uit 1964). Het nummer haalde de tweede plaats in de UK Singles Chart.
The Dave Clark Five scoorde een reeks hits, zowel in Groot-Brittannië als in de Verenigde Staten. Platen als Glad All Over, Bits and Pieces en Over and Over werden grote successen. Tussen 1964 en 1967 toerde de groep intensief door beide landen. Als gitarist trad Lenny Davidson zelden op de voorgrond, dankzij de prominente rol van de saxofoon en het drumstel in de muziek van The Dave Clark Five. In Catch Us If You Can en enkele andere nummers speelt Davidsons gitaar wel een essentiële rol.
In 1964 maakte de groep een film, Catch Us If You Can, die uitkwam in 1965. In de Verenigde Staten kreeg de film de titel Having a Wild Weekend. Lenny Davidson is het enige lid van The Dave Clark Five dat in de film geen woord zegt, doorgaans omdat de andere leden van de groep hem er niet tussen laten komen.
In 1970 ging de band uit elkaar. Davidson ging een opleiding volgen tot klassiek gitarist en gitaardocent. Daarna ging hij lessen geven. Hij speelt requintogitaar (een klein model gitaar dat een kwart hoger is gestemd dan de gebruikelijke gitaar) in het Cambridge Guitar Orchestra, waarin ook zijn zoon Max speelt. Bovendien heeft hij leiding gegeven aan een bedrijf dat kerkorgels repareerde.
Davidson is getrouwd en woont in Cambridgeshire. Hij heeft vier kinderen.

### Hall of Fame
Op 10 maart 2008 werd The Dave Clark Five opgenomen in de Rock and Roll Hall of Fame in Cleveland. De drie toen nog levende leden van de groep: Dave Clark, Lenny Davidson en Rick Huxley, waren bij de plechtigheid aanwezig. Denis Payton en Mike Smith waren toen al overleden.